# Anneau d'ensembles
Un anneau d'ensembles, ou clan, est une classe non vide de parties d'un ensemble X vérifiant deux propriétés de stabilité. Le concept, très voisin de celui d'algèbre d'ensembles, est utilisé en théorie de la mesure pour initialiser les constructions de mesures classiques qu'on étendra ensuite à la tribu engendrée par l'anneau. Vus comme parties de l'anneau de Boole de toutes les parties de X (considéré comme un pseudo-anneau), ils en sont les sous-anneaux (non nécessairement unitaires).

## Définition
Définition — Un anneau d'ensembles est un ensemble {\displaystyle {\mathcal {R}}} de parties d'un ensemble {\displaystyle X} qui vérifie : 
1. {\displaystyle {\mathcal {R}}} n'est pas vide ;
2. {\displaystyle {\mathcal {R}}} est stable par différence ensembliste ;
3. {\displaystyle {\mathcal {R}}} est stable par union (finie).

Une minorité de sources exigent également que {\displaystyle X} ne soit pas vide ; cette hypothèse supplémentaire n'est nulle part utilisée dans le présent article.

## Propriétés élémentaires
Soit {\displaystyle {\mathcal {R}}} un anneau d'ensembles. Alors :
- l'ensemble vide appartient à {\displaystyle {\mathcal {R}}} (l'écrire {\displaystyle A\setminus A} pour un élément {\displaystyle A} de l'ensemble non vide {\displaystyle {\mathcal {R}}}) ;
- {\displaystyle {\mathcal {R}}} est stable par différence symétrique (on peut en effet écrire {\displaystyle A\Delta B=(A\setminus B)\cup (B\setminus A)}) ;
- {\displaystyle {\mathcal {R}}} est stable par intersection (on peut en effet écrire {\displaystyle A\cap B=(A\cup B)\setminus (A\Delta B)}) ;

Toute algèbre d'ensembles est un anneau d'ensembles (on peut en effet écrire {\displaystyle A\setminus B={}^{c}({}^{c}A\cup B)}, où l'on note {\displaystyle {}^{c}E} le complémentaire d'une partie {\displaystyle E}). Il existe en revanche des anneaux d'ensembles qui ne sont pas des algèbres d'ensembles, l'exemple le plus simple étant celui de {\displaystyle \{\varnothing \}}.
Un anneau d'ensembles sur {\displaystyle X} est une algèbre d'ensembles si et seulement si {\displaystyle X} appartient à l'anneau.

## Utilisations en théorie de la mesure
Dans la généralisation de la construction de la mesure de Lebesgue que synthétise le théorème d'extension de Carathéodory, une mesure est construite sur une σ-algèbre par un procédé d'extension relativement sophistiqué, mais dont la première étape est assez simple : on construit d'abord les valeurs de la mesure sur les éléments d'un anneau d'ensembles {\displaystyle {\mathcal {A}}}. La construction peut avoir été initiée sur un semi-anneau d'ensembles qui engendre lui-même {\displaystyle {\mathcal {A}}} (comme anneau d'ensembles).
Dans l'exemple de la mesure de Lebesgue sur la droite réelle, le semi-anneau qui initie la construction peut être l'ensemble des intervalles bornés de {\displaystyle \mathbb {R} }, et l'anneau est alors l'ensemble des réunions finies d'intervalles bornés.
Il existe des variantes de cette construction qui font intervenir des variantes de la notion de σ-algèbre : on appelle dans cette optique σ-anneau un anneau stable par réunion dénombrable et δ-anneau un anneau stable par intersection dénombrable.

## Anneaux d'ensembles etalgèbre de Boole (structure)
On peut donner la définition des anneaux d'ensembles sous une forme alternative :
Définition équivalente — Un ensemble {\displaystyle {\mathcal {R}}} de parties d'un ensemble {\displaystyle X} est un anneau d'ensembles lorsque :
1. {\displaystyle {\mathcal {R}}} n'est pas vide
2. {\displaystyle {\mathcal {R}}} est stable par différence symétrique
3. {\displaystyle {\mathcal {R}}} est stable par intersection (finie).

Les remarques faites plus haut ont montré que la définition initiale entraînait cette caractérisation. Réciproquement, si {\displaystyle {\mathcal {R}}} vérifie les trois hypothèses qui précèdent, il est stable par différence ensembliste (puisque {\displaystyle A\setminus B=A\Delta (A\cap B)}) et par réunion (puisque {\displaystyle A\cup B=(A\Delta B)\Delta (A\cap B)}) et est donc un anneau d'ensembles.
On rappelle que l'algèbre de Boole de toutes les parties de l'ensemble {\displaystyle X} est munie d'une structure d'anneau de Boole, l'addition étant la différence symétrique (de neutre {\displaystyle \varnothing }) et la multiplication étant l'intersection (de neutre {\displaystyle X}). Pour cette structure, les anneaux de parties sont donc les sous-groupes additifs stables par la multiplication : ce sont donc les sous-structures pour la structure de pseudo-anneau. Quant aux algèbres de parties, ce sont, pour leur part, les sous-groupes additifs stables pour la multiplication et contenant le neutre de celle-ci : ce sont donc les sous-structures pour la structure d'anneau unitaire.